# Ужичка република (филм)
Ужичка република је југословенски партизански филм из 1974, којег је режирао Живорад Жика Митровић, по сценарију који је Митровић написао заједно са Ана Маријом Цар и Арсеном Диклићем. Радња филма прати настанак и пад Ужичке републике и љубавну везу између шпанског добровољца Боре и учитељице Наде.

## Радња
Неколико месеци након што је Вермахт приморао југословенску краљевску војску на капитулацију у Априлском рату, Боро, шпански борац и прекаљени комуниста, добије задатак да организује устанак у западној Србији. Организовани отпор се претвара у масовни устанак против окупаторских снага. Партизани, предвођени Комунистичком партијом Југославије, успевају да истерају Немце са велике територије која ће касније постати позната под именом Ужичка република. Народ се окупља око партизана и убрзо су ослобођени Бајина Башта, Пожега, Ужице, Чачак. Врховни штаб партизанске војске долази на ослобођену територију. Међутим, снаге одане краљу Петру II имају другачије планове.
Упркос нападима Немаца, Ужичка Република живи. Непријатељ започиње велику офанзиву против слободне територије. На Кадињачи, радници фабрике са слободне територије, телима и пушкама, одупиру се силовитом нападу. Немци до последњег уништавају храбри одред. Евакуишући болницу и избеглице из Ужица, омладинци на зидовима кућа остављају поруку: "Ми ћемо се вратити".

## Критика
За разлику од већине југословенских ратних драма, овај филм има више политички него акциони сценарио. Он приказује савез између партизана и четника и постепен разлаз када четници одлучују да помогну Немцима да зауставе ширење комунизма пре него да ослободе своју отаџбину.
Филм садржи неколико спектакуларних акционих сцена смештених на различитим местима. Неке борбе су на нивоу заседа са малим бројем војника, затим коњички јуриш сличан ономе из филма битка на Неретви и коначно велики финални немачки јуриш на Ужице који је укључивао десетине тенкова и авиона уз доста спектакуларних експлозија.
Филм такође садржи и бројне сцена масакара и брифинга уз нарацију, који се често пребацују са играног на „документарни материјал“. Међутим, већина ових сцена није прави документарни материјал, већ црно-бели снимак истих глумаца који смањују вредност сцена у којима су кориштени.

## Улоге
| Глумац             | Улога                                   |
| ------------------ | --------------------------------------- |
| Борис Бузанчић     | Бора                                    |
| Божидарка Фрајт    | Нада                                    |
| Раде Шербеџија     | Четнички мајор Коста Барац              |
| Марко Николић      | Клакер                                  |
| Бранко Милићевић   | Миша                                    |
| Аљоша Вучковић     | капетан Лука                            |
| Неда Арнерић       | Јелена                                  |
| Петрe Прличко      | пекар Пера                              |
| Мија Алексић       | мајстор Тоза                            |
| Ружица Сокић       | Мира                                    |
| Иван Јагодић       | Илија                                   |
| Марко Тодоровић    | Јосип Броз Тито                         |
| Жарко Јокановић    | дечак са хлебом                         |
| Душан Војновић     | Сава                                    |
| Милутин Мићовић    | Радован Јовановић                       |
| Бата Камени        |                                         |
| Миодраг Лазаревић  | пуковник Драгољуб Михаиловић            |
| Васа Пантелић      | Драги Симић                             |
| Богољуб Петровић   | Четнички капетан Ђорђевић               |
| Павле Богатинчевић | Политичар                               |
| Јанез Врховец      | Партизански поп                         |
| Миле Рупчић        | Славко                                  |
| Драган Оцокољић    | Доктор                                  |
| Петар Банићевић    | Немачки пуковник                        |
| Божо Јајчанин      | Капетан Хадсон, енглески официр за везу |
| Данијел Обрадовић  | Гаврило Јовановић, Радованов отац       |
| Драган Спасојевић  | Дача                                    |
| Франц Мостхав      |                                         |
| Јан Хендрикс       | Немачки мајор                           |
| Карл Менер         |                                         |
| Герд Ајхен         | генерал Луфтвафеа                       |
| Курт Клопш         | Немачки официр                          |
| Божа Фрањи         |                                         |
| Лаци Цигој         | Немачки официр                          |
| Борис Дворник      | црногорски партизан                     |

## Културно добро
Југословенска кинотека је, у складу са својим овлашћењима на основу Закона о културним добрима, 28. децембра 2016. године прогласила сто српских играних филмова (1911-1999) за културно добро од великог значаја. На тој листи се налази и филм Ужичка република.